# Eggerthella timonensis
Eggerthella timonensis es una bacteria grampositiva del género Eggerthella. Fue descrita en el año 2023. Su etimología hace referencia a La Timone, del Hospital de Marsella, Francia. Es anaerobia e inmóvil. Catalasa positiva y oxidasa negativa. Tiene un tamaño de 0,4 μm de ancho por 0,7-1,6 μm de largo. Forma colonias lisas. Temperatura de crecimiento óptima de 37 °C. Tiene un genoma de 3,9 Mpb y un contenido de G+C de 65,17%. Se ha aislado de una muestra de heces de una paciente sana en Marsella, Francia. 